# کریستوفر نیم
کریستوفر نیم (انگلیسی: Christopher Neame؛ زادهٔ ۱۲ سپتامبر ۱۹۴۷) یک هنرپیشه اهل بریتانیا است.

## گزیدهٔ فیلم‌شناسی

### سینما
- پرستیژ (۲۰۰۶)
- گونه ۳ (۲۰۰۴)
- شکارچیان روح ۲ (۱۹۸۹)
- جواز قتل (۱۹۸۹)
- دی.او.ای. (۱۹۸۸)
- سپیده‌دم فولادین (۱۹۸۷)

### تلویزیون
- دیو و دلبر (۱۹۹۴)
- بابیلون ۵ (۱۹۹۴)
- مک‌گایوِر (۱۹۸۵)
- کلئوپاتراها (۱۹۸۳)
- دکتر هو (۱۹۷۹)
- ارتش سری (۱۹۷۷)
- ادوارد هفتم (۱۹۷۵)